# Драм (вулкан)
Драм (англ. Mount Drum) — стратовулкан, расположенный на территории американского штата Аляска. Является самой западной точкой гор Врангеля.

## Географическая характеристика
Вулкан Драм расположен в западной части гор Врангеля на территории национального парка Рангел-Сент-Элайас, в 29 км к юго-западу от вулкана Станфорд и в 29 км к северо-западу от вулкана Врангеля, в 40 км от реки Коппер.

## Геологическое описание
Вулкан Драм был активен примерно 650 000—240 000 лет назад. В конце этого периода в радиусе 6 км от его кратера были сформированы дацитовые горы, одной из которых является пик Снайдера высотой 2515 м, расположенный к югу от Драма.

## Восхождения
Первым на вулкан Драм 4 июня 1954 года взобрался австрийский альпинист Генрих Харрер со своей командой, используя при этом северный склон горы. 26 августа 1958 года Хайнц Алеманн и Никлаус Лётшер совершили второе в истории восхождение, но при этом уже по южному склону, который в настоящее время является стандартной дорогой к вершине вулкана.